# Hnîlîți, Pidvolociîsk
Hnîlîți (în ucraineană Гнилиці) este o comună în raionul Pidvolociîsk, regiunea Ternopil, Ucraina, formată numai din satul de reședință. Satul este situat în nord-estul regiunii istorice Galiția.

## Demografie
Componența lingvistică a comunei Hnîlîți
     Ucraineană (100%)
Conform recensământului din 2001, toată populația comunei Hnîlîți era vorbitoare de ucraineană (100%).